# Acrobasis repandana
Acrobasis repandana là một loài bướm đêm thuộc họ Pyralidae. Nó được tìm thấy ở châu Âu.

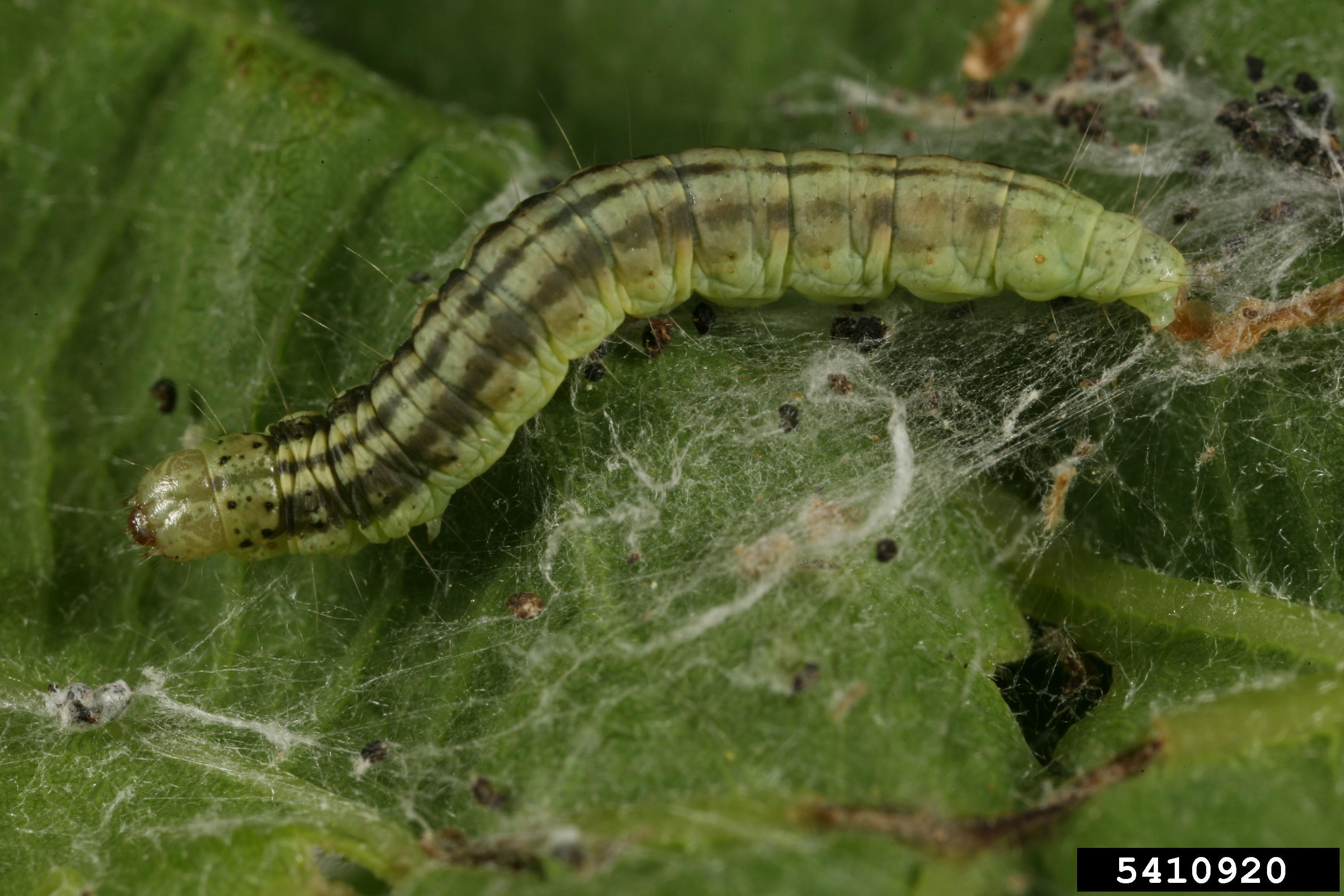
Ấu trùng

Sải cánh dài 20–25 mm. Con trưởng thành bay từ tháng 6 đến tháng 8 tùy theo địa điểm.
Ấu trùng ăn sồi.

## Hình ảnh

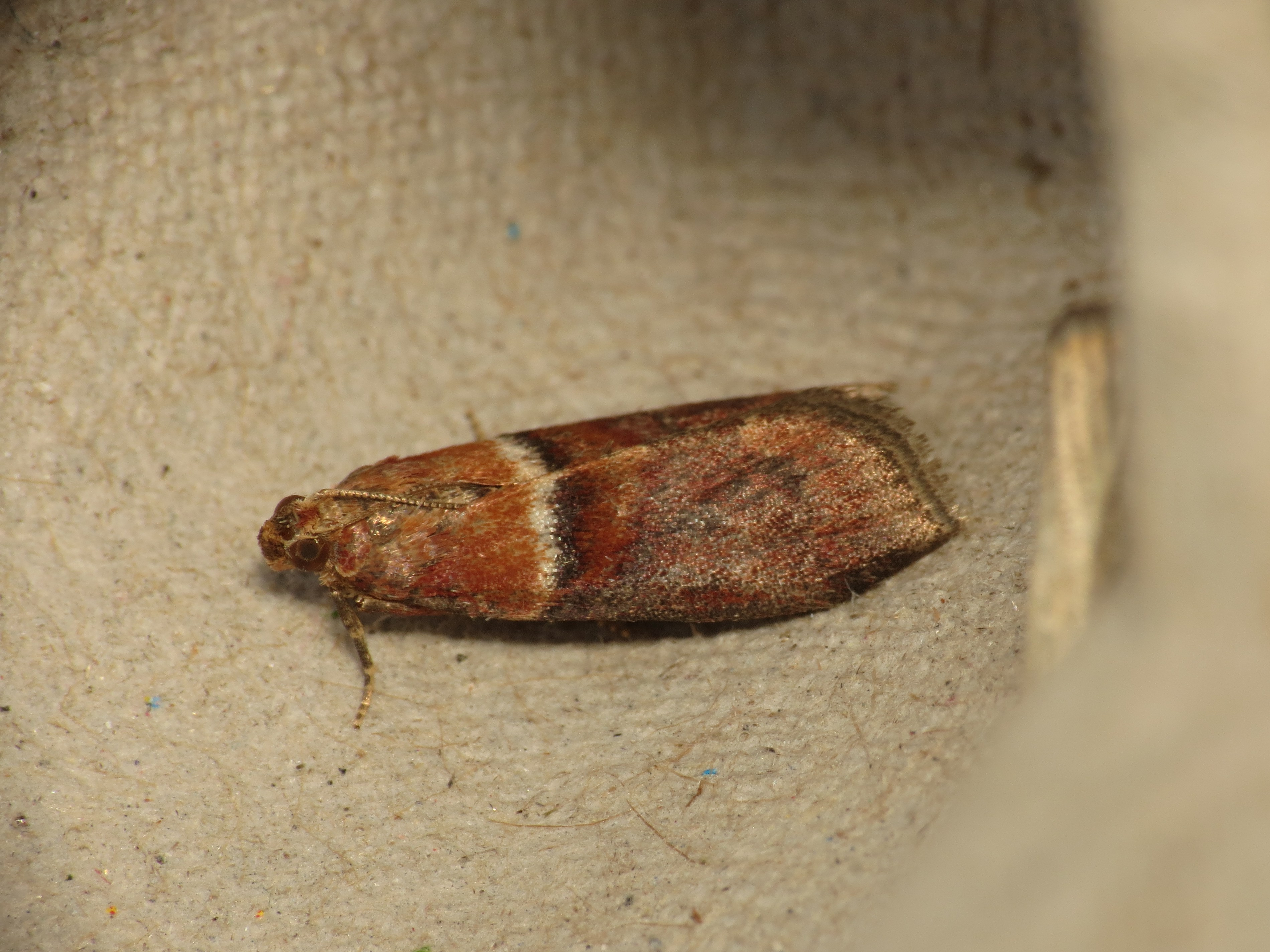